# Mahis (Jordânia)
Mahis (em árabe: ماحص) é uma vila jordaniana localizada no Balqa (governadoria) Noroeste da capital da governadoria do Salt, e 10 km oeste de Amã. Sua população ultrapassa 14.000. A maioria da população de Mahis descende da tribo Al-Abbadi
(em árabe: العبادي). A vila montanhosa está localizada a mais de 800 metros, com vista panorâmica sobre o vale da Jordânia, Cisjordânia, e paredes de Jerusalém visíveis no horizonte. Mahis é conhecida por seus pomares e suas numerosas fontes e nascentes de água, especialmente a Fonte de Mahis.

## Origem Histórica de Mahis

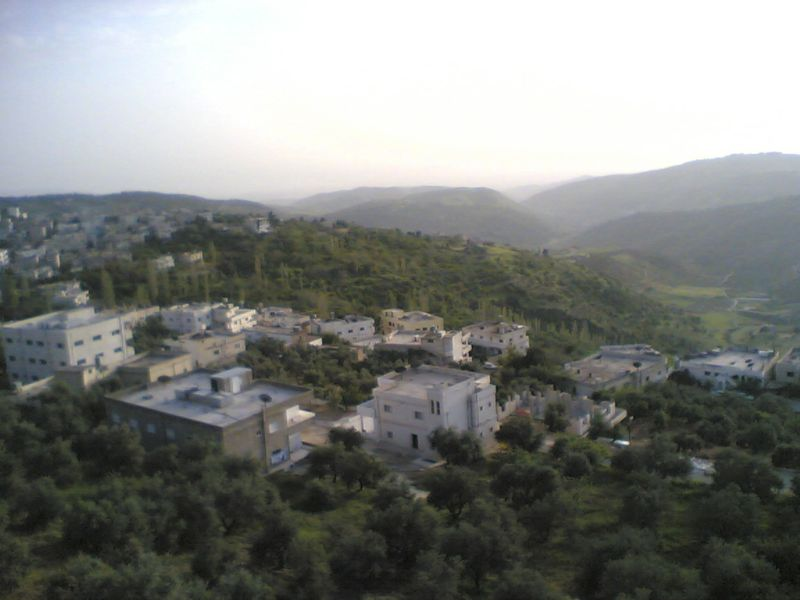
Vista de Mahis do vale da Jordânia

Acredita-se que Mahis surgiu durante o período romano, quando a fronteira judaica Pereia e do território de Filadélfia - Amã do Decápole, e no período bizantino entre o território da Diocese de Gadara - al-Salte e Filadélfia. O nome vem da palavra árabe (em árabe: محص) ou seja, para verificar e analisar devido a seu status como um ponto de controle de fronteiras.

## Economia de Mahis

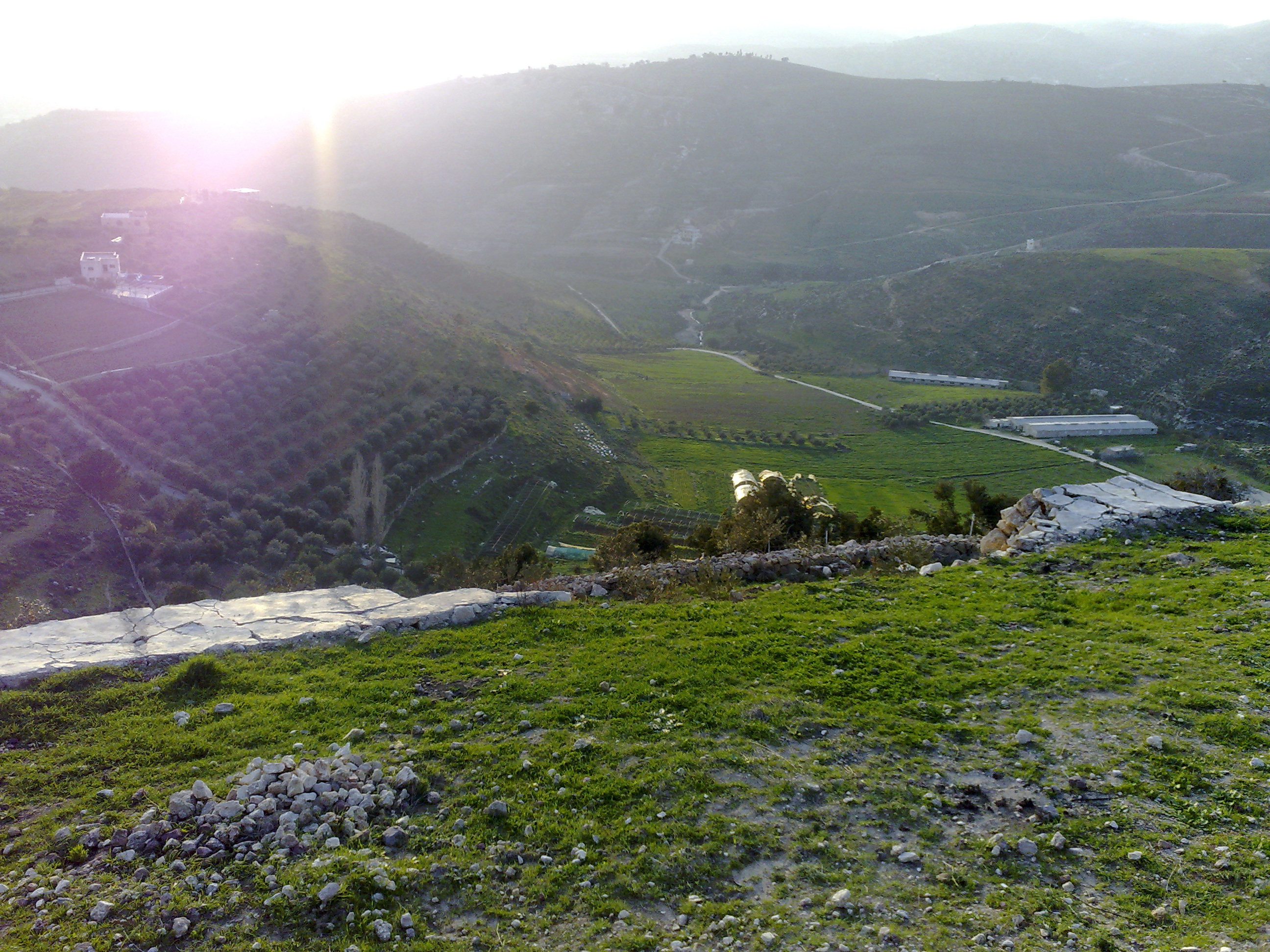
Fazendas em Mahis

Mahis é baseado em uma economia agrária, incluindo trigo, cevada e tabaco, bem como romãs, uvas e azeitonas. A importância da agricultura está diminuindo, embora figos e azeitonas ainda são a principal fonte de renda. A área também produz bens naturais, tais como caulim, que é então produzido na cidade vizinha Fuhais.
A parte sul do território de Mahis chamado Almeda (em árabe: الميدة) também atrai o turismo, devido às suas montanhas arborizadas e localização, perto da Mar Morto/Cisjordânia, bem como Amã. Mahis também se concentra na educação e é bem conhecida por suas disciplinas acadêmicas de ensino superior.

## Importância religiosa

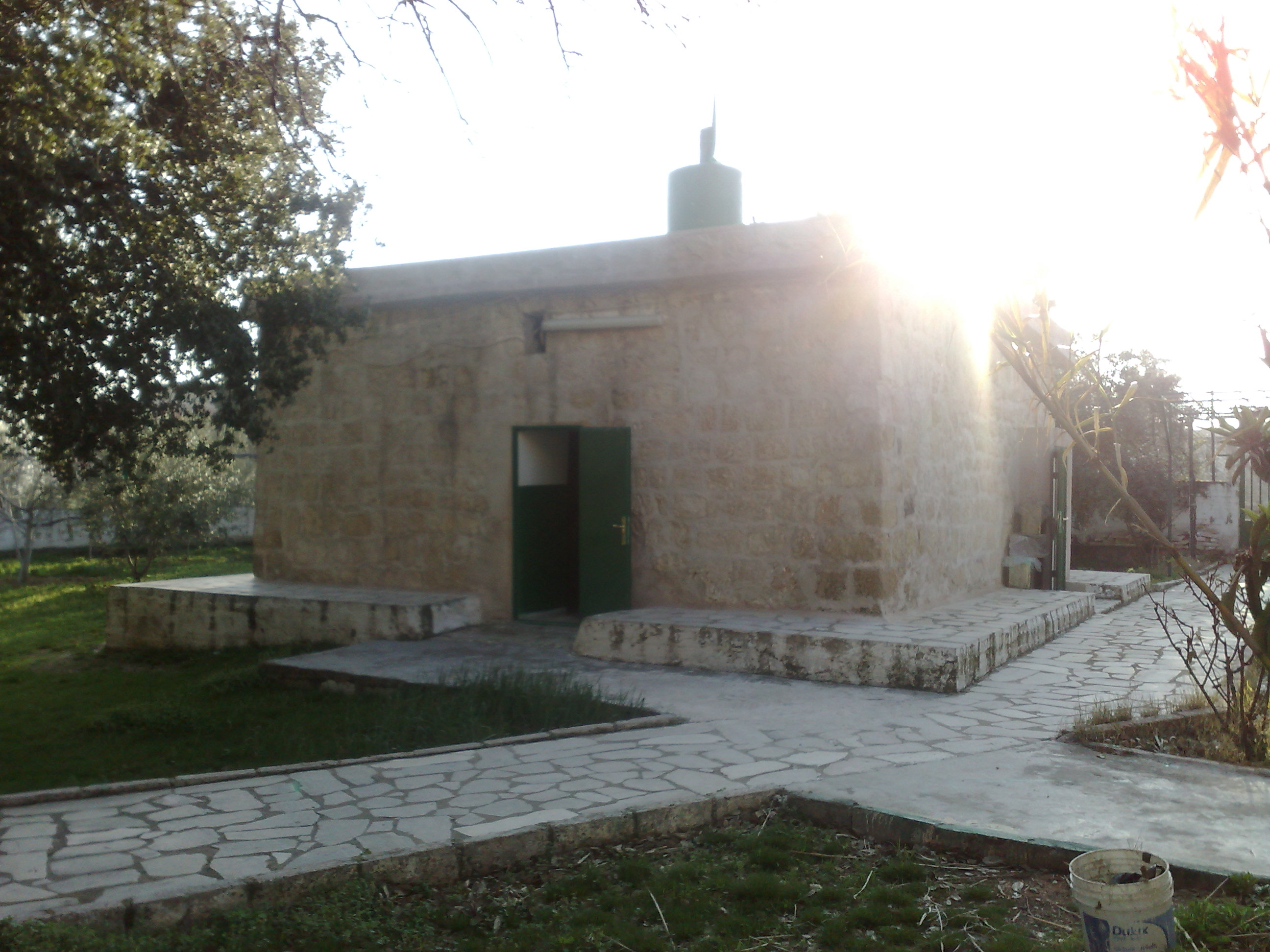
O túmulo de Al-Khidr o profeta

Em Mahis há um santuário de Al-Khidr, uma única sala cercada por um pequeno jardim com uma bandeira verde no topo. Near Mahies (2 km a oeste de Mahis), em uma área chamada Wadi Shoaib, é o túmulo do profeta Shoaib ou Jethro na tradição bíblica.

## Demografia de Mahis
A população é geralmente de árabes, principalmente os descendentes da tribo Al-Abbadi, a segunda maior na Jordânia, também referida como a família dos Al-Jbara, incluindo AlSheyab, Al Shebly, Al Jawaldeh, e outros.